# Tadeusz Wyrzykowski (prawnik)
Tadeusz Wyrzykowski ps. „Arkadiusz” (ur. 23 grudnia 1910 w Pęchcinie, zm. 9 marca 1978 w Ciechanowie) – prawnik, oficer, uczestnik II wojny światowej w szeregach Wojska Polskiego, Związku Walki Zbrojnej i Batalionów Chłopskich.

## Życiorys
Syn Paulina i Bronisławy z domu Chiczewska. W 1931 otrzymał świadectwo dojrzałości w Państwowym Gimnazjum im. Zygmunta Krasińskiego w Ciechanowie.
Następnie rozpoczął studia na Wydziale Prawa Uniwersytetu Warszawskiego, gdzie w 1936 otrzymał dyplom magistra. W czasie studiów był aktywny w środowisku studenckim, wybrano go prezesem Akademickiego Koła Związku Młodzieży Wiejskiej „Wici”.
W latach 1932/1933 odbył służbę wojskową w Szkole Podchorążych Rezerwy Piechoty w Zambrowie. Po ukończeniu szkoły odbył ćwiczenia wojskowe w 32 pułku piechoty w Modlinie. Na stopień podporucznika ze starszeństwem z dniem 1 stycznia 1936 i 765. lokatą w korpusie oficerów rezerwy piechoty.
24 sierpnia 1939 zmobilizowany do macierzystego 32 pp. Brał udział w obronie Twierdzy Modlin.
Po kapitulacji 29 września 1939 wzięty do niewoli niemieckiej i osadzony w Działdowie. Zwolniony 16 października na podstawie umowy kapitulacyjnej. Wrócił do Ciechanowa, skąd po pierwszych aresztowaniach oficerów w listopadzie 1939 wyjechał do Warszawy.
Nawiązał kontakty z działaczami ruchu ludowego, w szczególności z płk. Alojzym Horakiem. Współpracował z nim do końca 1942 jako członek Komendy ZWZ ds. organizacyjnych. W kwietniu 1942 przeszedł do Batalionów Chłopskich i otrzymał nominację na komendanta II Okręgu Warszawa Województwo BCh. Był przeciwnikiem scalenia BCh z Armią Krajową. W 1944 został odwołany z zajmowanej funkcji i przeniesiony do pracy w dziale wychowawczym.
W czasie powstania warszawskiego był członkiem władz „Rocha”. Po upadku powstania opuścił Warszawę z ludnością cywilną i przebywał pod Grójcem. W październiku 1944 wziął udział w naradzie działaczy „Rocha” oraz BCh szczebla centralnego. Organizował pomoc dla ewakuowanych z Warszawy. Został kierownikiem politycznym SL „Roch” w Podokręgu „Wkra”. W BCh w stopniu kapitana.
Zmobilizowany w maju 1945 do Ludowego Wojska Polskiego w stopniu podporucznika, gdzie służył w 33 pp w Sudetach. W latach 1946–1948 był radnym Wojewódzkiej Rady Narodowej w Warszawie. Na skutek intryg organów bezpieczeństwa został aresztowany i skazany na 3 lata więzienia. Po dokończeniu rozpoczętej przed wojną aplikacji adwokackiej był radcą prawnym w spółdzielczości, a od 1956 adwokatem.
Zmarł 9 marca 1978 w Ciechanowie. Pochowany na cmentarzu parafialnym w Ciechanowie. Pośmiertnie zrehabilitowany w 1989.

## Ordery i odznaczenia
- Krzyż Kawalerskim Orderu Odrodzenia Polski – za pracę i działalności w życiu cywilnym
- Krzyż Grunwaldu III kl.
- Krzyż Walecznych dwukrotnie
- Krzyż Partyzancki
- Złoty Krzyż Zasługi z Mieczami